# Parque da Furada
O Parque da Furada é um parque florestal português que se localiza ao Canto, local da freguesia da Santo Amaro, concelho da São Roque do Pico.
Este parque tem uma presença abundante de flora endémica das florestas da Laurissilva típica da Macaronésia, onde se destacamErica azorica e a Myrica faya.
A fauna é igualmente abundante não fosse a sua localização, entre a terra e o mar. Dado esse facto é possível observar uma avifauna é muito variada, destacando-se por entre as espécies animais que mais frequentam este local a Toutinegra-de-barrete-preto (Sylvia atricapilla), Tentilhão (Fringilla coelebs moreletti), Garajau-rosado (Sterna dougallii) e o Garajau-comum (Sterna hirundo), a Gaivota, (Larídeos), o Cagarro (Calonectris diomedea borealis), Milhafre (Buteo buteo rothschildi), Pombo-comum (Columba livia). Pombo-torcaz-dos-Açores (Columba palumbus azorica), Pardal-comum (Passer domesticus), Lavandeira, Melro-preto (Turdus merula), Estorninho-comum (Sturnus vulgaris).
Tendo em atenção a paisagem circundante e a flora e fauna observáveis este parque foi incluído nos trilhos pedestres da ilha do Pico. Assim sendo é atravessado pelo Trilho Pedestre do Caminho das Voltas a que corresponde o código PR7PIC.